# Phaenops fulvoguttata
Phaenops fulvoguttata är en skalbaggsart som först beskrevs av Harris 1829.  Phaenops fulvoguttata ingår i släktet Phaenops och familjen praktbaggar. Inga underarter finns listade i Catalogue of Life.